# 日菜太
日菜太（ひなた、本名：渡辺 日菜太（わたなべ ひなた）、1986年8月26日 - ）は、日本の男性キックボクサー。神奈川県平塚市出身。クロスポイント吉祥寺所属。初代RISE70kg級王者。
左ミドルキックを得意としており、左ミドルのみで相手を圧倒することも多い。他にも「左だけで7種類の蹴りを使える」と話す通り、ローキックや三日月蹴りなど様々なキックを得意としている。
平塚学園高校、神奈川大学理学部化学科卒業。K-1初参戦3日前の2009年2月20日には大学の卒業研究発表を行った。

## 来歴
小学生の時、母親の影響で空手を始める。
2004年、平塚学園高校3年でサッカー部を引退した後、市内にあった湘南格闘クラブに入門。
2004年9月5日、第5回PRIDEチャレンジで高橋基希と対戦し、3-0の判定勝ち。
2005年3月27日、R.I.S.E. KAMINARIMON 70kg以下トーナメント（8人出場）で優勝を果たした。
2005年6月19日、R.I.S.E.でプロデビューするも、吉川英明に判定負けを喫した。
2007年12月16日、R.I.S.E. DEAD OR ALIVE TOURNAMENT '07に出場。1回戦で拳士に判定勝ちしたものの、準決勝で龍二にKO負けを喫した。
2008年3月2日、K-1 JAPAN TRYOUT（ミドル級）を受験し、合格を果たした。
2008年5月11日、R.I.S.E. 46で初代70kg級王者決定戦進出を賭け白須康仁と対戦。2Rにバックハンドブローでダウンを奪うなどして、判定勝ち。
2008年7月4日、R.I.S.E. 48で龍二と初代70kg級王者決定戦で対戦し、判定勝ち。初代R.I.S.E.70kg級王者となった。
2008年11月30日、R.I.S.E. 51のメインイベントでHAYATOと対戦し、判定勝ち。K-1 WORLD MAX 2008 〜日本代表決定トーナメント〜で準優勝を果たしたHAYATOに勝利したことで、試合後には「R.I.S.E.のチャンピオンになったので、今度はK-1でもチャンピオンになりたい」とK-1参戦をアピールした。
2009年2月23日、K-1 WORLD MAX 2009 〜日本代表決定トーナメント〜でK-1初参戦。トーナメント組み合わせ抽選会では1回戦で前年度日本王者の城戸康裕との対戦を希望し、実現。2Rにパンチでダウンを奪われるも、それ以外の場面では得意の左ミドルキックの連打で圧倒していたためポイントはイーブンとなり延長に持ち込み、左ミドルで完全に城戸の右腕を破壊して判定勝ち。しかし、大会前から鼻骨を骨折しており、それが悪化したため準決勝はドクターストップとなった。
2009年7月13日、K-1 WORLD MAX 2009 FINAL8で、ジャバル"チンギスハン"アスケロフと対戦し、延長戦で判定勝利を目前でダウンを奪われ逆転の判定負け。
2009年10月26日、K-1 WORLD MAX 2009 FINALでマイク・ザンビディスと対戦し、ローブロー気味の左ローキックでダウンを奪い判定勝ち。再三にわたってローブロー気味の蹴りを蹴っており、2度にわたってローブローでザンビディスがリングに倒れこむシーンもあり、ダウンはその直後だった。しかし減点、注意は無かった。
2010年1月24日、1年2か月ぶりの参戦となったRISEでオ・デュソクと対戦し、大差の判定勝ち。
2010年3月27日、K-1 WORLD MAX 2010 〜-70kg Japan Tournament〜に出場。トーナメント組み合わせ抽選会では前年度K-1 MAX世界トーナメント3位の山本優弥を自ら1回戦の相手に指名。「事実上の決勝戦」と評されたこの試合でも得意の左ミドルキックで山本の動きを止めて激戦の末に判定勝ち。続く準決勝では中島弘貴にKO負け。
その後、2010年7月5日に開催されるK-1 WORLD MAX 2010 〜-70kg World Championship Tournament FINAL16〜の70kg級世界トーナメントの2つの推薦枠へのファン投票が行われたが、日本トーナメント準優勝の中島弘貴が1位、1回戦で日菜太に完敗した山本優弥が2位となり、日菜太は落選となった。
2010年7月31日、RISE 68で、以前から日菜太がライバル視して対戦を熱望していたK-1 WORLD MAX 2008準優勝のアルトゥール・キシェンコと対戦。この試合は減量苦のキシェンコの希望により71kg契約で行われた。試合は序盤から激闘の末に、3Rに三日月蹴りをキシェンコの脇腹に直撃させて大番狂わせのKO勝ち。
2010年9月18日、初参戦となったシュートボクシングでアンディ・サワーと対戦。開始48秒スタンディングチョークスリーパーによりタップアウト負けを喫した。
2010年11月8日、K-1 WORLD MAX 2010 FINALのリザーブファイトでアンドレ・ジダと対戦。1Rに左ミドルキック、2Rに左ハイキックでそれぞれダウンを奪い、3-0の大差判定勝ちを収めた。
2011年1月23日、REBELS初参戦となった「REBELS-EX 〜HINATA's wave〜」でチェ・ウヨンと対戦し、左ハイキックによるKO勝ち。自身の名前が冠された興行のメインイベントを締めくくった。試合後は「日本人最強決定戦をどこのリングでもいいから早くやりたい」と佐藤嘉洋との対戦をアピールした。
2011年7月18日、REBELS.8 & IT’S SHOWTIME JAPAN countdown-1のメインイベントでK-1王者ジョルジオ・ペトロシアンと対戦し、得意の左ミドルを有効に出来ずショータイムルールで反則となるバックハンドブローで減点もあり、大差の判定負けを喫した。負けたにもかかわらずIT’S SHOWTIME代表サイモン・ルッツは高く評価した。
2015年9月16日、REBELS.38でアンディ・サワーと5年ぶりに再戦し、左ハイキックでダウンを奪い判定勝ち。

## 戦績

### プロキックボクシング
| キックボクシング 戦績 | キックボクシング 戦績 | キックボクシング 戦績 | キックボクシング 戦績 | キックボクシング 戦績 | キックボクシング 戦績 | キックボクシング 戦績 |
| --------------------- | --------------------- | --------------------- | --------------------- | --------------------- | --------------------- | --------------------- |
| 66 試合               | (T)KO                 | 判定                  | その他                | 引き分け              | 無効試合              |                       |
| 47 勝                 | 15                    | 32                    |                       | 0                     | 0                     |                       |
| 19 敗                 | 9                     | 10                    |                       | 0                     | 0                     |                       |

| 勝敗 | 対戦相手                           | 試合結果                                       | 大会名 | 開催年月日     |
| ×    | ジョムトーン・チュワタナ           | 3R終了 判定0-3                                 | K.O CLIMAX 2019 SUMMER KICK FEVER | 2019年8月18日  |
| ○    | 坂本優起                           | 3R+延長1R終了 判定2-0                          | REBELS.61 | 2019年6月9日   |
| ○    | シップムーン・シットシェフブンタム | 3R 0:26 KO（左ローキック）                     | PANCRASE REBELS RING.1 NIGHT 【REBELS 70kg級王座防衛戦(3)】                                                                                         | 2019年2月17日  |
| ○    | 緑川創                             | 3R終了 判定3-0                                 | REBELS.58 | 2018年10月8日  |
| ×    | チンギス・アラゾフ                 | 2R 0:23 KO（左フック）                         | K-1 WORLD GP 2018 JAPAN K' FESTA.1 【K-1 WORLD GPスーパー・ウェルター級タイトルマッチ】                                                             | 2018年3月21日  |
| ○    | 廣野祐                             | 3R+延長1R終了 判定2-0                          | K-1 WORLD GP 2017 JAPAN SURVIVAL WARS 2017 【K-1 WORLD GPスーパー・ウェルター級次期挑戦者決定戦】                                                   | 2017年12月27日 |
| ○    | セルジオ・サンチェス               | 3R終了 判定3-0                                 | K-1 WORLD GP 2017 JAPAN ～初代ウェルター級王座決定トーナメント～                                                                                    | 2017年9月18日  |
| ×    | ジョーダン・ピケオー               | 3R終了 判定0-3                                 | K-1 WORLD GP 2017 JAPAN ～第2代スーパー・ウェルター級王座決定トーナメント～ 【K-1 WORLD GP第2代スーパー・ウェルター級王座決定トーナメント・一回戦】 | 2017年6月18日  |
| ○    | 松倉信太郎                         | 3R終了 判定3-0                                 | K-1 WORLD GP 2017 JAPAN ～初代ライト級王座決定トーナメント～                                                                                        | 2017年2月25日  |
| ○    | 郷野聡寛                           | 2R 2:34 KO（左ローキック）                     | REBELS.47 | 2016年11月30日 |
| ○    | アルバート・クラウス               | 3R終了 判定3-0                                 | KUNLUN FIGHT 49 × REBELS.45 | 2016年8月7日   |
| ○    | レドアン・ダウディ                 | 3R終了 判定3-0                                 | REBELS.43 | 2016年6月1日   |
| ×    | ハミシャ・モーチェ                 | 3R終了 判定0-3                                 | REBELS.41 【REBELS vs オランダ 4対4 大将戦】 | 2016年3月9日   |
| ○    | アンディ・サワー                   | 3R終了 判定3-0                                 | REBELS.38 | 2015年9月16日  |
| ○    | ヴァヒド・ロシャニ                 | 3R終了 判定3-0                                 | ウィラサクレック・フェアテックス（WSR） - SUK WEERASAKRECK IX                                                                                       | 2015年6月14日  |
| ○    | ラモン・マイロフ                   | 3R終了 判定3-0                                 | REBELS.34×WPMF JAPAN | 2015年3月4日   |
| ○    | 長島☆自演乙☆雄一郎                 | 3R終了 判定3-0                                 | BLADE 1-BLADE FIGHTING CHAMPIONSHIP-BLADE FC JAPAN -61kg                                                                                            | 2014年12月29日 |
| ○    | 廣野祐                             | 5R終了 判定2-1                                 | REBELS.31 【REBELS 70kg級王座防衛戦(2)】 | 2014年10月26日 |
| ×    | サモ・ペティ                       | 2R 2:02 KO（3ノックダウン）                    | RISE 100～BLADE 0～ | 2014年7月12日  |
| ○    | 北斗拳太郎                         | 2R 1:23 KO（バックブロー）                     | REBELS.25 a.k.a. INNOVATION’s day 【REBELS 70kg級王座防衛戦(1)】                                                                                    | 2014年3月16日  |
| ○    | ジン・シジュン                     | 3R終了 判定3-0                                 | REBELS.23 | 2014年1月26日  |
| ○    | ジョシュ・ジョンシー               | 3R終了 判定3-0                                 | SHOOT BOXING BATTLE SUMMIT～GROUND ZERO TOKYO 2013                                                                                                  | 2013年11月16日 |
| ○    | ヨハン・フォービュー               | 3R 0:48 TKO（※タオル投入）                     | Glory 10: Los Angeles | 2013年9月28日  |
| ○    | 金井健治                           | 2R 1:10 TKO（左ハイキック）                    | SHOOT BOXING 2013 act.3 | 2013年6月23日  |
| ○    | 小西拓槙                           | 3R終了 判定3-0                                 | REBELS.15 【REBELS 70kg級初代王座決定戦】 | 2013年4月14日  |
| ○    | 安河内将一                         | 1R 2:50 TKO                                    | PANCRASE 246 (REBELS提供試合 キックルール) | 2013年3月17日  |
| ○    | 百武政敏                           | 3R終了 判定3-0                                 | SHOOT BOXING 2013 act.1 | 2013年2月22日  |
| ×    | アンディ・リスティ                 | 1R 2:31 TKO                                    | SHOOT BOXING WORLD TOURANAMENTS-cup2012 | 2012年11月17日 |
| ○    | 網本規久                           | 2R 1:42 KO（左ストレート）                     | REBELS.13 | 2012年10月28日 |
| ×    | ウォーレン・スティーブルマンス     | 3R終了 判定0-3                                 | SHOOT BOXING 2012～Road to S-cup～act.4 【S-cup日本代表枠最終査定試合】                                                                             | 2012年9月17日  |
| ○    | カン・ジョンウ                     | 1R 1:24 KO（左ハイキック）                     | IT’S SHOWTIME JAPAN countdown-2 | 2012年7月29日  |
| ×    | ヘンリー・オプスタル               | 3R 0:19 TKO（右ハイキック）                    | RISE 88 | 2012年6月2日   |
| ○    | 藤田ゼン                           | 2R 2:42 TKO（3ノックダウン）                   | REBELS.11 | 2012年4月15日  |
| ×    | アンディ・リスティ                 | 1R KO（右フック）                              | IT’S SHOWTIME 54 | 2012年1月28日  |
| ○    | ペク・ミンチョル                   | 1R 1:01 KO（左ミドル）                         | REBELS.9 | 2011年10月23日 |
| ×    | ジョルジオ・ペトロシアン           | 3R終了 判定0-5                                 | REBELS.8 & IT’S SHOWTIME JAPAN countdown-1 | 2011年7月18日  |
| ○    | ダニロ・ザノリニ                   | 3R終了 判定3-0                                 | 新日本キックボクシング協会 TITANS NEOS IX | 2011年4月17日  |
| ○    | チェ・ウヨン                       | 3R 0:15 KO（左ハイキック）                     | REBELS-EX 〜HINATA's wave〜 | 2011年1月23日  |
| ○    | アンドレ・ジダ                     | 3R終了 判定3-0                                 | K-1 WORLD MAX 2010 -70kg World Championship Tournament FINAL 【リザーブファイト】                                                                   | 2010年11月8日  |
| ×    | アンディ・サワー                   | 1R 0:48 KO（スタンディングチョークスリーパー） | SHOOT BOXING 25TH ANNIVERSARY SERIES 第4戦 維新-ISHIN- 其の四                                                                                       | 2010年9月18日  |
| ○    | アルトゥール・キシェンコ           | 3R 1:23 KO（左三日月蹴り）                     | RISE 68 | 2010年7月31日  |
| ×    | 中島弘貴                           | 1R 0:58 KO（右フック）                         | K-1 WORLD MAX 2010 〜-70kg Japan Tournament〜 【準決勝】                                                                                            | 2010年3月27日  |
| ○    | 山本優弥                           | 3R終了 判定3-0                                 | K-1 WORLD MAX 2010 〜-70kg Japan Tournament〜 【1回戦】                                                                                             | 2010年3月27日  |
| ○    | オ・デュソク                       | 3R終了 判定3-0                                 | RISE 61 | 2010年1月24日  |
| ○    | マイク・ザンビディス               | 3R終了 判定3-0                                 | K-1 WORLD MAX 2009 World Championship Tournament FINAL                                                                                              | 2009年10月26日 |
| ×    | ジャバル"チンギスハン"アスケロフ   | 延長R終了 判定0-3                              | K-1 WORLD MAX 2009 World Championship Tournament FINAL8                                                                                             | 2009年7月13日  |
| ○    | 城戸康裕                           | 延長R終了 判定3-0                              | K-1 WORLD MAX 2009 〜日本代表決定トーナメント〜 【1回戦】                                                                                           | 2009年2月23日  |
| ○    | HAYATO                             | 3R終了 判定3-0                                 | R.I.S.E. 51 | 2008年11月30日 |
| ○    | 龍二                               | 3R終了 判定3-0                                 | R.I.S.E. 48 〜THE KING OF GLADIATORs '08〜 【R.I.S.E. -70kg CHAMPION MATCH】                                                                        | 2008年7月4日   |
| ○    | 白須康仁                           | 3R終了 判定3-0                                 | R.I.S.E. 46 〜THE KING OF GLADIATORs '08〜 【70kg CHAMPION MATCH】                                                                                  | 2008年5月11日  |
| ○    | 水谷秀樹                           | 3R終了 判定3-0                                 | R.I.S.E. -γ- "R.O.C" 【タイトルセレクションマッチ】                                                                                                 | 2008年2月22日  |
| ×    | 龍二                               | 2R 1:40 KO（2ノックダウン：右フック）          | R.I.S.E. DEAD OR ALIVE TOURNAMENT '07 【準決勝】 | 2007年12月16日 |
| ○    | 拳士                               | 3R終了 判定3-0                                 | R.I.S.E. DEAD OR ALIVE TOURNAMENT '07 【1回戦】 | 2007年12月16日 |
| ○    | MIKOTO                             | 3R終了 判定3-0                                 | R.I.S.E. -β- "L7" 【DoA '07 LAST SURVIVAL】 | 2007年10月28日 |
| ○    | 不明                               | KO                                             | ラジャダムナン・スタジアム | 2007年9月      |
| ×    | CRAZY884                           | 3R+延長1R終了 判定0-3                          | R.I.S.E. XXXVIII | 2007年7月22日  |
| ○    | 田中秀弥                           | 3R終了 判定3-0                                 | R.I.S.E. XXXV | 2007年4月29日  |
| ×    | 渡辺雅和                           | 3R終了 判定0-2                                 | J-NETWORK「J-FIGHT 14」 【J-NETウェルター級王座決定トーナメント 1回戦】                                                                             | 2007年2月11日  |
| ○    | 大渡博之                           | 3R終了 判定3-0                                 | R.I.S.E. DEAD OR ALIVE TOURNAMENT '06 【オープニングマッチ】                                                                                        | 2006年12月17日 |
| ×    | 田島直樹                           | 1R 0:38 KO（左ストレート）                     | R.I.S.E. XXX | 2006年10月29日 |
| ×    | 宏二                               | 3R+延長1R終了 判定0-3                          | J-NETWORK「MACH GO! GO! '06 〜フライ級最強決定トーナメント1回戦〜」                                                                                 | 2006年9月1日   |
| ○    | 健太                               | 3R 2:17 KO（パンチ連打）                       | R.I.S.E. XXVI | 2006年5月28日  |
| ○    | NIIZUMAX!                          | 3R終了 判定3-0                                 | J-NETWORK「J-FIGHT 9」 | 2006年4月16日  |
| ○    | 小樽基能                           | 1R 1:23 KO                                     | 全日本キックボクシング連盟「New Year Kick Festival 2006」 【オープニングファイト】                                                                  | 2006年1月4日   |
| ○    | 高橋基希                           | 3R終了 判定3-0                                 | TRIAL LEAGUE.3 | 2005年9月18日  |
| ×    | 吉川英明                           | 3R終了 判定0-3                                 | R.I.S.E. G-BAZOOKA TOURNAMENT '05 【オープニングファイト】                                                                                          | 2005年6月19日  |

### アマチュアキックボクシング
| 勝敗 | 対戦相手 | 試合結果 | 大会名                                                 | 開催年月日    |
| ○    | 千葉哲   | 不明     | KAMINARIMON トーナメント 【70kg以下トーナメント 決勝】 | 2005年3月27日 |

### ミックスルール
| 勝敗 | 対戦相手 | 試合結果                                   | 大会名                                                                                           | 開催年月日     |
| ○    | 宮田和幸 | 1R 2:14 TKO（3ノックダウン：左ストレート） | RIZIN FIGHTING WORLD GRAND-PRIX 2015 さいたま3DAYS 【MIXルール（1R キックルール/2R MMAルール）】 | 2015年12月29日 |

## 人物・エピソード
- 憧れのファイターとしてアンディ・フグ、サムゴー・ギャットモンテープ、2004年のブアカーオ・ポー.プラムックを挙げており、「ブアカーオはK-1 MAXで初優勝した頃はキック中心のムエタイスタイルだったから好きだったけど、2度目の優勝の頃以降にはパンチに偏ったスタイルになっていたので今はそうでもないです」と語るなど、ここにも蹴り技を好む嗜好が表れている。
- 初めてK-1を観戦した時に既にK-1に参戦していた同い年のアルトゥール・キシェンコをライバル視しており、「いつか世界トーナメントの決勝戦で闘いたい」と語っていた。2010年7月にキシェンコと対戦してKO勝利した際には目に涙を浮かべて歓喜し、試合翌日のブログにて「今まで生きてきて一番嬉しかった。試合前、計量前日と本当に寝れなかったんです。ずっと目標としてきた選手と戦う嬉しさより、怖い気持ちの方が本当に大きかった。本当に、昨日ほど応援が力になると実感した試合は今までなかったです」と語った。
- ヨーロッパ最大の立ち技格闘技団体IT'S SHOWTIMEへの参戦を自ら希望したり、K-1 WORLD MAX 2009 〜日本代表決定トーナメント〜では前年度日本王者の城戸康裕を、K-1 WORLD MAX 2010 〜-70kg Japan Tournament〜では前年度世界トーナメント3位の山本優弥を抽選会で1回戦の相手に指名するなど、楽な道・楽な相手を選ばずに自ら強豪との対戦を希望するストイックな性格である。
- 地元の湘南に対する愛着が強いこともあり、「湘南の太陽」「湘南王子」「湘南の腕殺し」といった異名を持つ。自身のブログ名も「湘南から世界へ」としている。
- 平塚学園高校時代はサッカー部に所属しており、湘南ベルマーレのファンである。
- アマチュア時代から主戦場としているRISEに対して強い愛着を持っており、「RISEはK-1の2軍とか言われますけど、僕はそうは思っていません」と言い切っている[11]。
- 三日月蹴りを一躍有名にした菊野克紀の試合映像を見様見真似で1年間練習した結果、会得した[2]。

## 獲得タイトル

### プロ
- 初代R.I.S.E.70kg級王座
- 初代REBELS70kg級王座

### アマチュア
- KAMINARIMON 70kg以下トーナメント 2005 優勝

## 出演
- パンクラス MMA ドキュメンタリー HYBRID（2013年）